# Eros (mitologia)
Eros (stgr. Ἔρως Éros, łac. Amor) – w mitologii greckiej bóg miłości i namiętności seksualnej.
Istnieją różne wersje co do jego pochodzenia: według Hezjoda miał być on pierwszym z bogów, rówieśnikiem Gai, którego obecność musiała być konieczna do zrodzenia się pozostałych bogów. Według Alkajosa z Mityleny był synem Afrodyty i Aresa, lecz jest to tylko jedna z bardzo wielu wersji dotyczących jego genealogii. Przedstawiany był jako uskrzydlony piękny młodzieniec z łukiem i strzałą, którą godzi w zakochanych, by ich ze sobą złączyć. W czasach późniejszych przedstawiany jako pulchne niemowlę z łukiem i strzałami. Jego odpowiednikiem w mitologii rzymskiej jest Amor (Kupidyn, Kupido lub Cupido).
Od imienia Erosa pochodzi słowo erotyka.

## Eros w literaturze greckiej
Słowo eros w literaturze greckiej było używane dwojako: raz jako imię boga, raz jako rzeczownik wyrażający pragnienie czegoś, czego się nie posiada.

### Eros jako „pragnienie”
Takie rozumienie słowa eros wydaje się należeć do wcześniejszej tradycji niż to, w którym eros to imię olimpijskiego boga. U Homera ερος (eros) jest rzeczownikiem pospolitym, nie oznacza on osoby, lecz pragnienie posiadanie czegoś, czego się nie ma. Z tym pragnieniem wiąże się poczucie bólu spowodowane brakiem danej rzeczy. Dla Hezjoda eros to pramoc, bezosobowa siła. Rodzi się ona wraz z Chaosem i Ziemią (Gają). Jest siłą przeciwstawną Chaosowi.

### Eros jako imię
W literaturze greckiej z VII – VI w.p.n.e. eros to imię boga, któremu przypisywane są takie cechy jak: groźny, przebiegły, okrutny, co miało odzwierciedlenie także w innych dziedzinach sztuki, np. na malowidłach Eros bije zakochanego batem lub siekierą. W poezji, głównie za sprawą Safony, zaczęto mówić o podwójnej, bo słodko-gorzkiej sile Erosa. W późniejszym okresie postać Erosa ulega zmianie, jest on uznawany za pięknego, młodego, urodziwego i skrzydlatego boga, towarzysza Afrodyty. Z upływem wieków jego obraz staje się bardziej figlarny, jest on też coraz młodszy. Przyjmuje się, że to Eurypides jako pierwszy przypisał Erosowi łuk i strzałę jako jego atrybuty. Eros miał posiadać dwie strzały. Jedna niszczyła życie, druga dawała człowiekowi spokojne szczęście. Jeszcze później Eros zaczyna być opisywany jako syn Afrodyty, który często zaczepia innych bogów, płata im figle, za co często odbywa pokutę. W II w.n.e. Apulejusz pisze baśń o Amorze (Eros) i Psyche Przemiany; wydaje się, że baśń ta stanowi fundament współczesnego obrazu Erosa – Amora ze skrzydełkami i łukiem w ręku.

## Eros w kosmogonii
Eros to pierwotna siła kosmiczna istniejąca od początku istnienia świata. Należy do grona bogów najstarszych  (Protogenoi) wraz z Gają, Chaosem, Tartarem. Jest więc starszy od Afrodyty. Różni filozofowie komentowali jego działanie we wszechświecie. Dla przykładu, według Empedoklesa wszechświat to zmaganie się miłości (erosa) ze sporem. W V w. p.n.e. Parmenides pisze o „kosmicznym Erosie” jako mocy godzącej sprzeczności. Zaś Eurypides uważał Erosa za wszechmocnego.

## Eros wUczciePlatona
Uczta Platona jest dialogiem poświęconym Erosowi, czyli filozofii. Na cześć Agatona, który po raz pierwszy wygrał we współzawodnictwie teatralnym, zostaje wydana uczta. Kilku z uczestników uczty zgadza się wygłosić krótką mowę wychwalającą Erosa. Biesiadnicy po kolei opowiadają kim (albo czym) jest ich zdaniem Eros. Dla Fajdrosa Eros jest najstarszym bogiem, który budzi pragnienie cnoty. Pauzaniasz mówi o dwóch Erosach: Erosie między kobietą i mężczyzną; oraz Erosie między dwoma mężczyznami, wywodzącemu się z Afrodyty niebiańskiej, a przez to o wiele doskonalszemu niż ów pierwszy. Arystofanes uważa, że ludzie nie wiedzą o prawdziwej potędze Erosa. Opowiada mit o tym jak przed wiekami na świecie żyły istoty trzech płci – męskiej, żeńskiej i androgynon (połączenie kobiety i mężczyzny, albo ludzi tej samej płci). Androgynoni mieli cztery ręce i cztery nogi oraz dwie głowy. Przekonani o swej sile zaatakowali bogów, aby zająć ich miejsce. Rozzłoszczony Zeus za karę porozcinał ich na pół. Od tej pory rozcięte połówki tęsknią za sobą, szukają się więc, żeby się zjednoczyć. Owo pragnienie i poszukiwanie całości to właśnie eros. Najważniejsza w całym dialogu jest jednak wypowiedź Sokratesa, za pośrednictwem którego Platon wygłasza własny pogląd na temat Erosa. Sokrates przytacza swoją rozmowę z prorokinią Diotymą. Mówi mu ona o prawdziwej naturze Erosa. Jest on synem Dostatku i Biedy, został poczęty w dzień urodzin Afrodyty, więc jest jej towarzyszem i sługą.
Cechy Erosa jako syna Dostatku i Biedy:
- ubogi, bezdomny
- czatuje na to, co dobre i piękne
- mężny, wytrwały, gwałtowny, groźny
- nie jest ani śmiertelny ani nieśmiertelny

Eros pragnie piękna i dobra, a skoro go pragnie, to go nie posiada. Jest pośrodku między mądrością a nieuctwem. Jest więc filozofem. Bogowie nie filozofują, ponieważ mają mądrość, nieucy też nie filozofują, bo nie chcą zdobyć mądrości. Filozofują ci, którzy są między mądrością a nieuctwem (Eros). Filozofem nie jest ten, kto posiadł mądrość. Filozofowanie to samo kochanie mądrości, a nie jej posiadanie. Tak jak Eros znajduje się między nieśmiertelnością a byciem śmiertelnym, tak filozof jest między nieuctwem a posiadaniem mądrości, jest on miłośnikiem mądrości. Eros to filozofia, umiłowanie mądrości i pragnienie posiadania jej.